# Ponte Nuovo (Verona)
Il ponte Nuovo (in veneto ponte Novo) è un'opera infrastrutturale situata a Verona lungo il fiume Adige.

## Storia e descrizione
Pochi metri più a nord di dove oggi sorge ponte Nuovo, in epoca medievale venne realizzato un manufatto ligneo per collegare il cuore della città con il cosiddetto "Isolo". Già in quel periodo il ponte veniva chiamato "Nuovo", per distinguerlo da quelli già esistenti al momento della sua costruzione: il romano ponte Pietra e il medievale ponte delle Navi. Tale nome si è mantenuto sino ad oggi, probabilmente anche per il fatto che nel corso dei secoli, a causa di crolli dovuti a inondazioni del fiume, incendi, sovraccarico ed esplosioni, è stato rifatto per ben dodici volte.

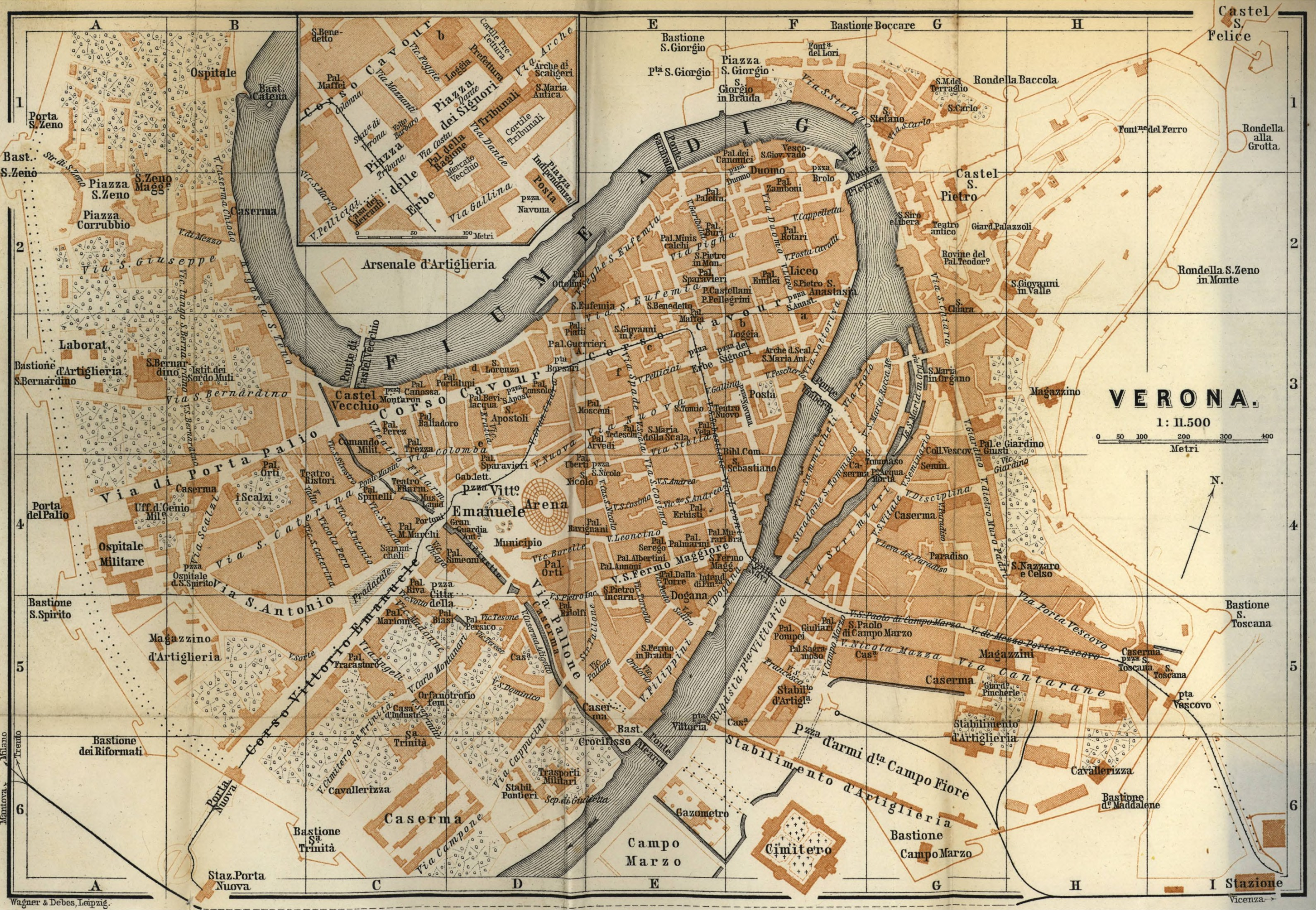
Planimetria di Verona del 1883 con indicata la posizione del ponte (in quel momento dedicato a re Umberto I), che collegava la Città Antica con l'isola fluviale e il quartiere di Veronetta

Il primo ponte ligneo era sicuramente già presente nel 1179, e solo gli Scaligeri, molto più tardi, commissionarono la costruzione di un'opera più solida per collegare le due parti di città, quella Antica con l'Isolo e il quartiere poi detto di Veronetta: il manufatto ligneo, travolto da un'inondazione, fu infatti fatto riedificare da Alberto I della Scala nel 1299, con pile di sostegno in pietra e i soli impalcati in legno. Un grave incendio nel 1335 lo rese però inutilizzabile, pertanto l'anno successivo fu fatto ricostruire da Mastino II della Scala, questa volta tutto in pietra e mattoni di laterizio. Nonostante il materiale più durevole, l'opera fu però nuovamente distrutta da un'inondazione, e quindi ricostruito in legno.
Il ponte ligneo cadde nuovamente nel 1439 sotto il peso delle truppe viscontee che, in fuga, lo attraversarono durante una guerra tra il Ducato di Milano e la Repubblica di Venezia. Ricostruito e nuovamente abbattuto da una piena, nel 1529 fu infine rifatto su progetto del celebre architetto veronese Michele Sanmicheli. La continua opera di riparazione e ricostruzione di questa infrastruttura sta indicare l'importanza che questa infrastruttura aveva per la città, collegandone le due parti poste sulle rive opposte dell'Adige. Nel corso dei secoli successivi il ponte sanmicheliano e i suoi lati furono così occupati da casupole (anche pensili) ospitanti taverne, artigiani e mercanti; nel 1740 vi fu addirittura edificata una piccola cappella dedicata a san Giovanni Nepomuceno, protettore dei ponti. La cappella e le casupole furono però demolite nel 1802, quando l'Adige divenne confine tra la Francia napoleonica e l'impero asburgico, e la città di Verona divisa in due.
Il ponte rimase invariato fino al settembre del 1882 quando, in seguito alla terribile inondazione di Verona, venne colpito da un mulino che aveva rotto gli ormeggi provocandone il crollo. L'opera fu quindi ricostruita ex novo come un ponte ad arco in metallo con una luce unica 90 metri e privo di pile intermedie per evitare che potesse nuovamente essere colpito da mulini disancorati o dai detriti trasportati dalle frequenti piene dell'Adige. Il ponte fu però presto demolito per far posto alla costruzione dei muraglioni e ricostruito poco più a sud, sempre in metallo ma con esili pile in alveo; la sua collocazione è ancora oggi visibile in quanto la spalla destra è rimasta incorporata nella muratura dell'argine.
Nel 1938 infatti, vista la crescita del traffico, anche quest'ultimo ponte metallico venne demolito per essere sostituito da un nuovo ponte con struttura in calcestruzzo armato, con posizione e direzione leggermente differenti. Per costruzione del nuovo ponte l'Amministrazione comunale indisse un concorso pubblico, vinto dall'impresa del veronese Luigi Bertelè, che affidò il progetto ad Arturo Midana: egli disegnò un ponte in cemento rivestito in pietra e con parapetti caratterizzati da pilastrini in pietra alternati a ringhiere in ferro. Anche questo ponte ebbe però vita breve, infatti la notte tra il 24 e 25 aprile 1945 fu distrutto, insieme a tutti gli altri ponti di Verona, dai soldati tedeschi in ritirata. Il ponte venne quindi ricostruito, con forme semplificate, nell'immediato dopoguerra e inaugurato il 16 ottobre 1946, quando venne ufficialmente denominato ponte Nuovo del Popolo.

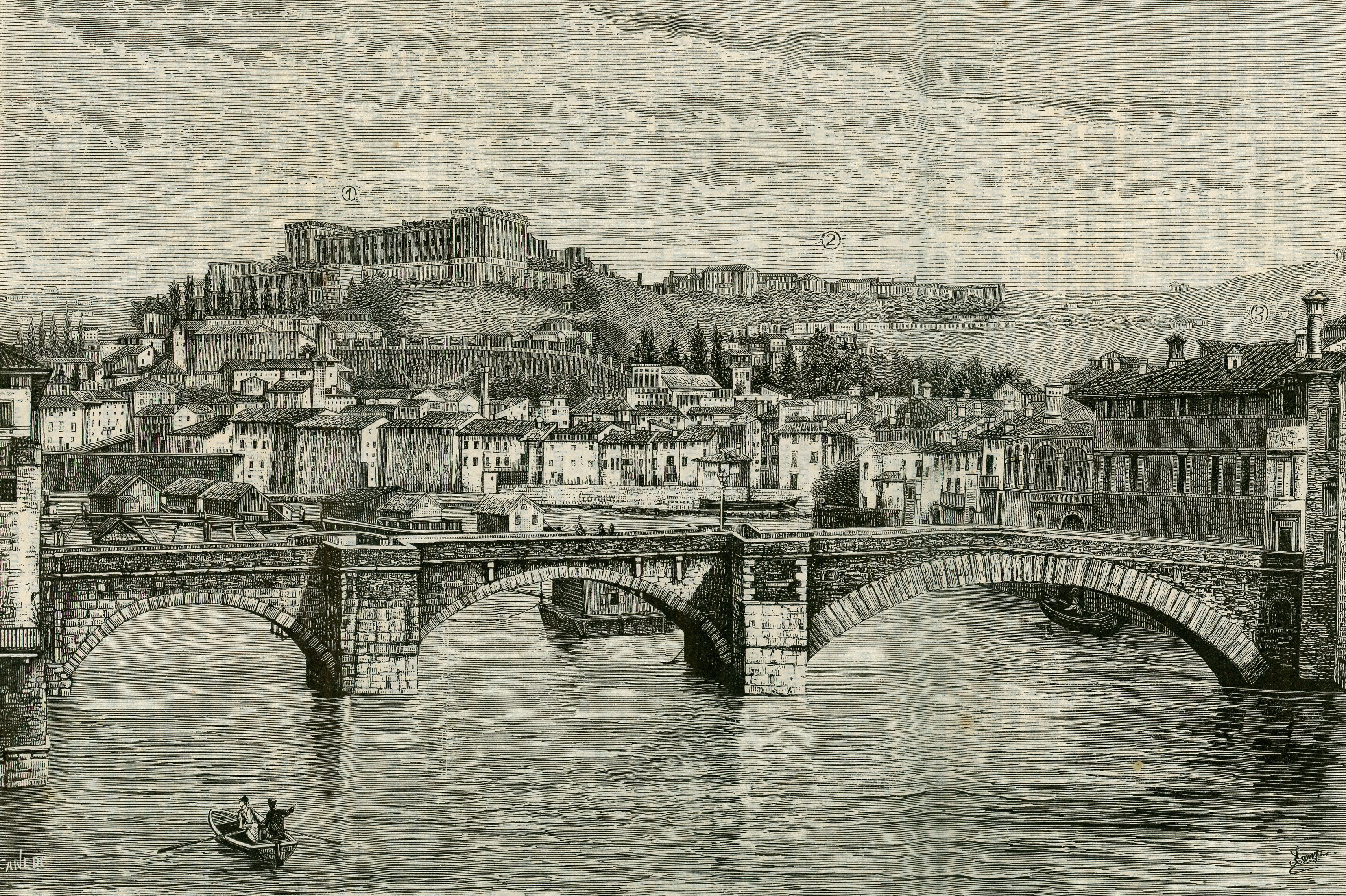
Il ponte progettato da Michele Sanmicheli prima dell'inondazione di Verona del 1882
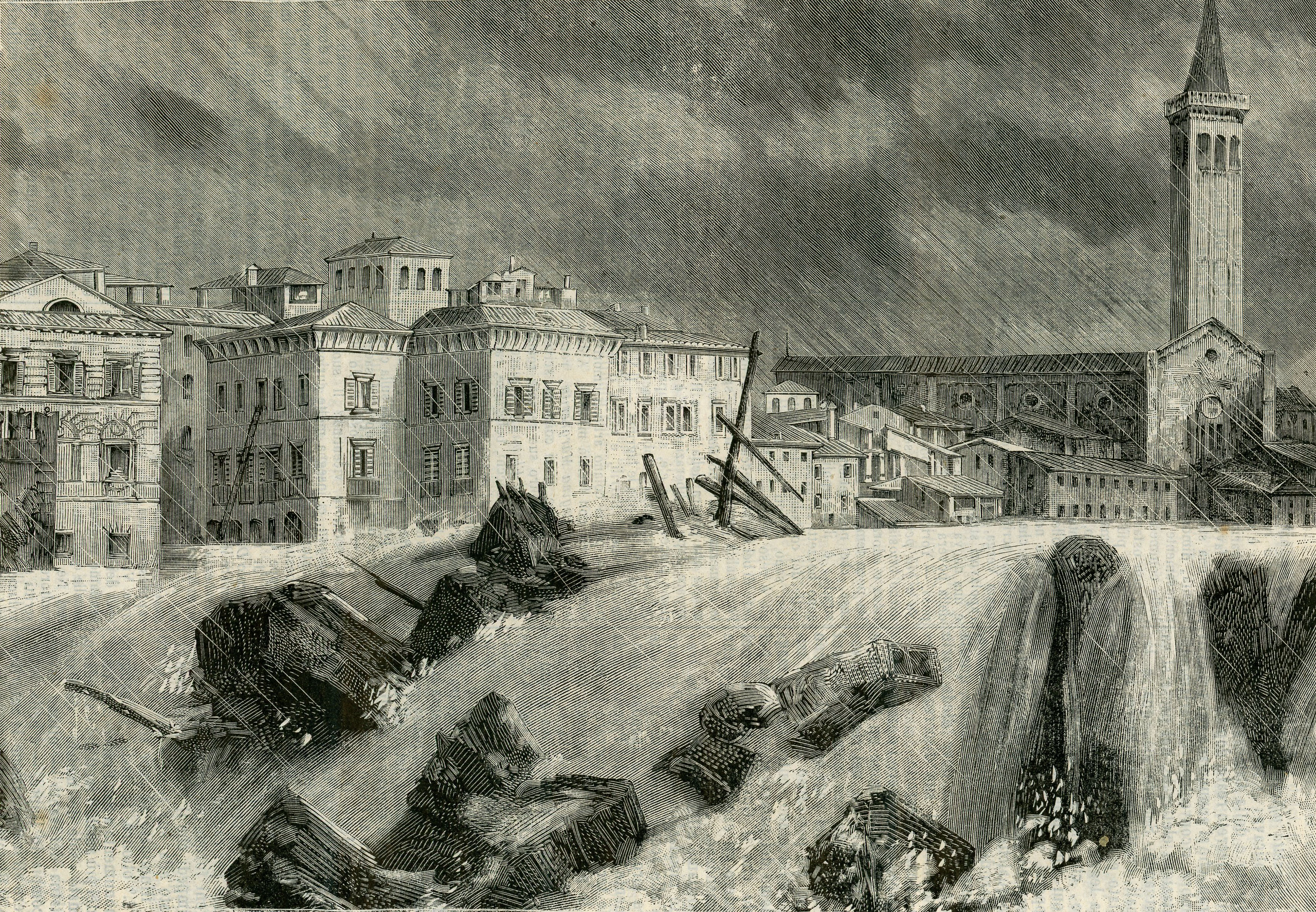
Ponte Nuovo in rovina durante l'inondazione
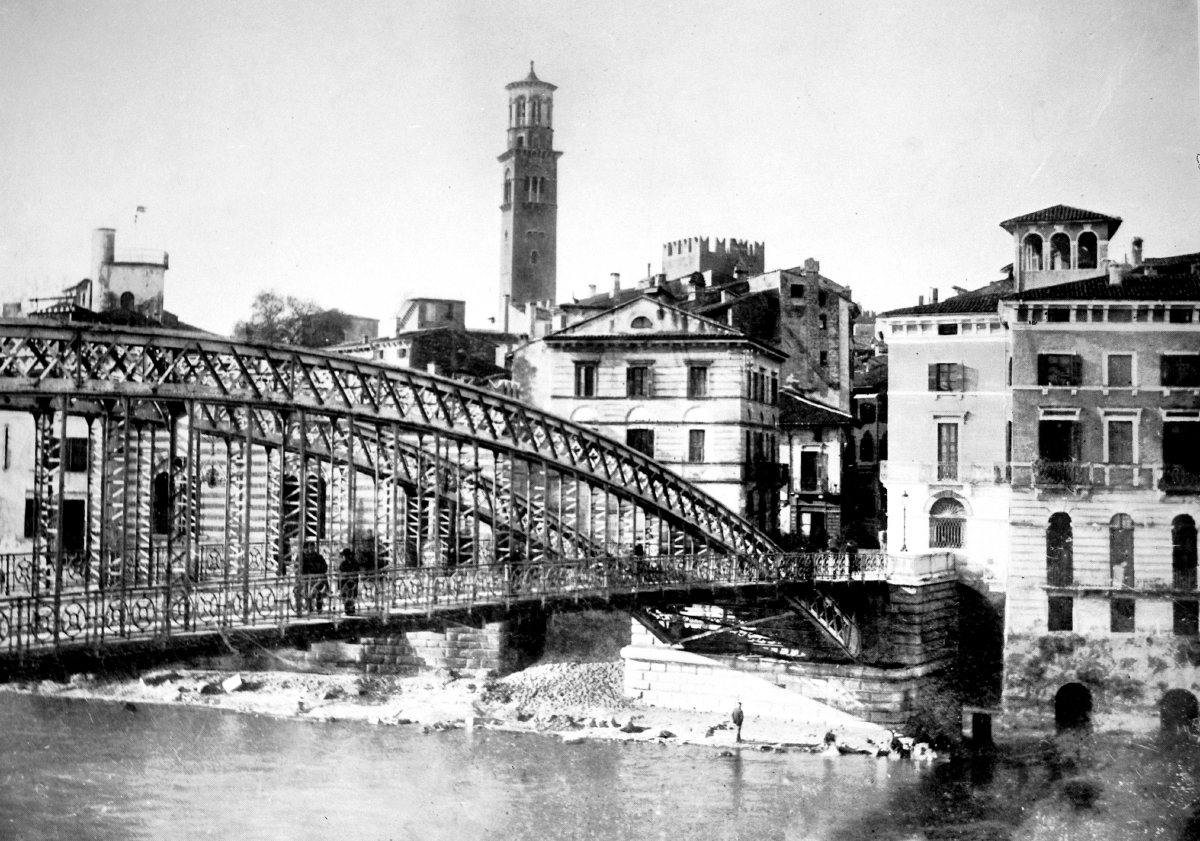
Il ponte ricostruito in struttura metallica
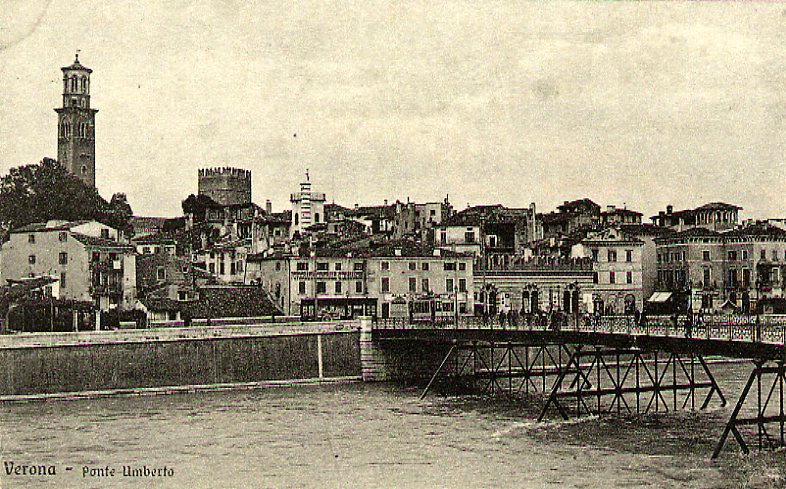
Il ponte ricostruito a seguito della costruzione dei muraglioni
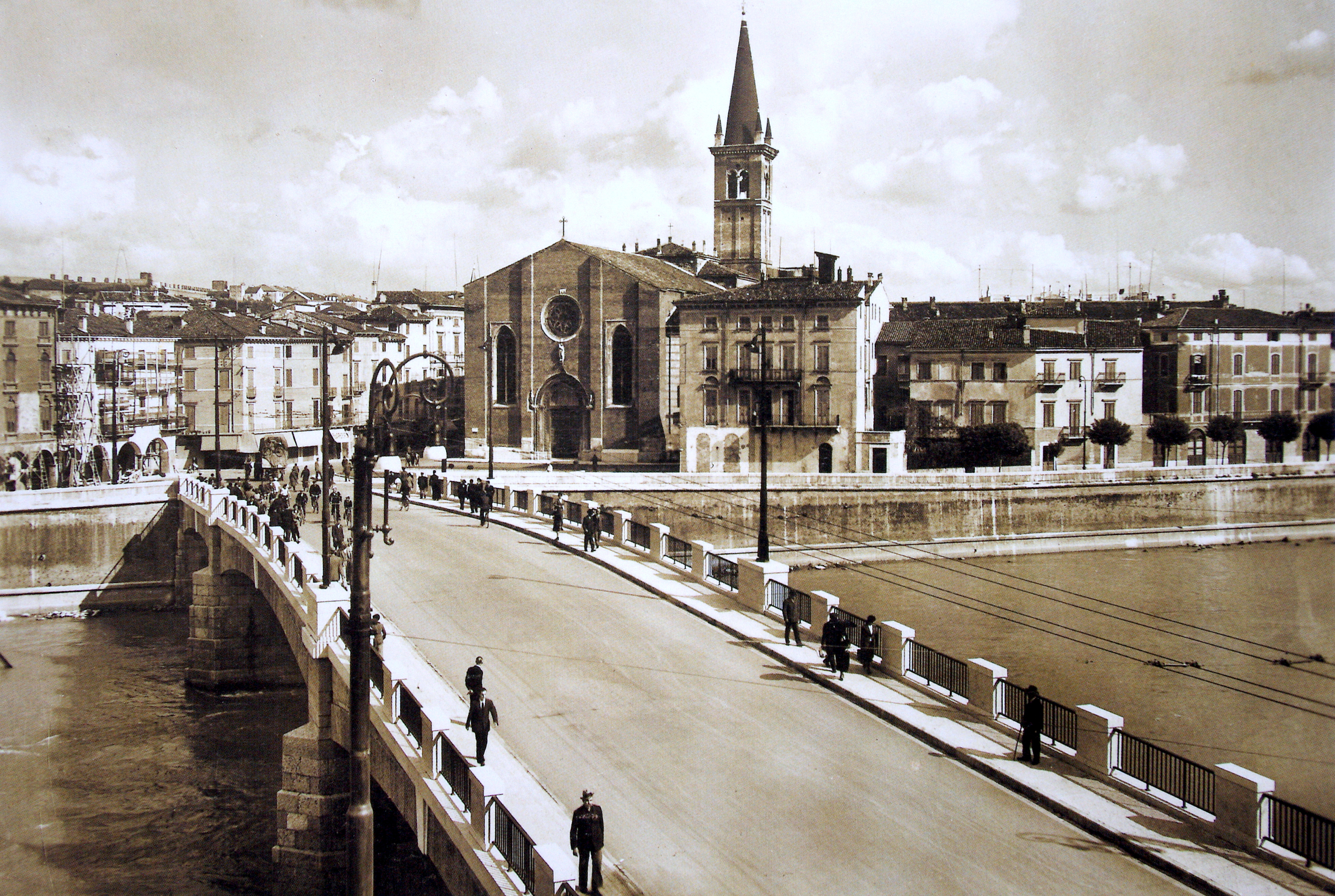
Ponte Nuovo ricostruito nella sua collocazione definitiva
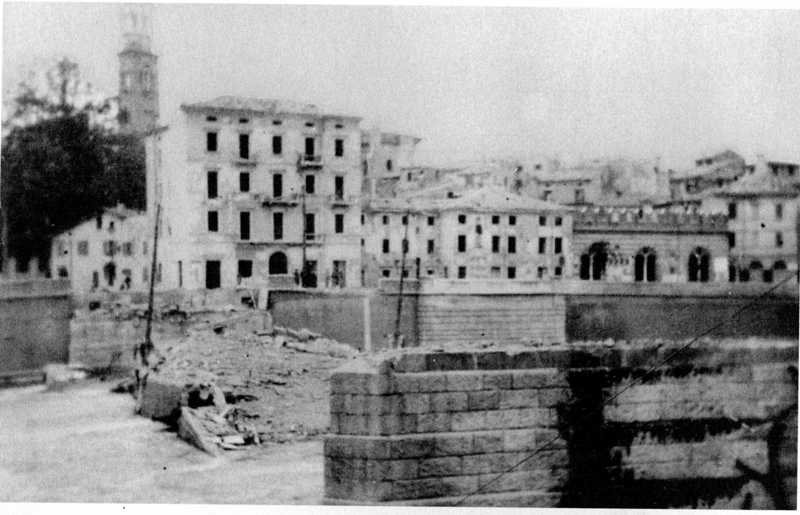
Il manufatto demolito dalle truppe tedesche in ritirata
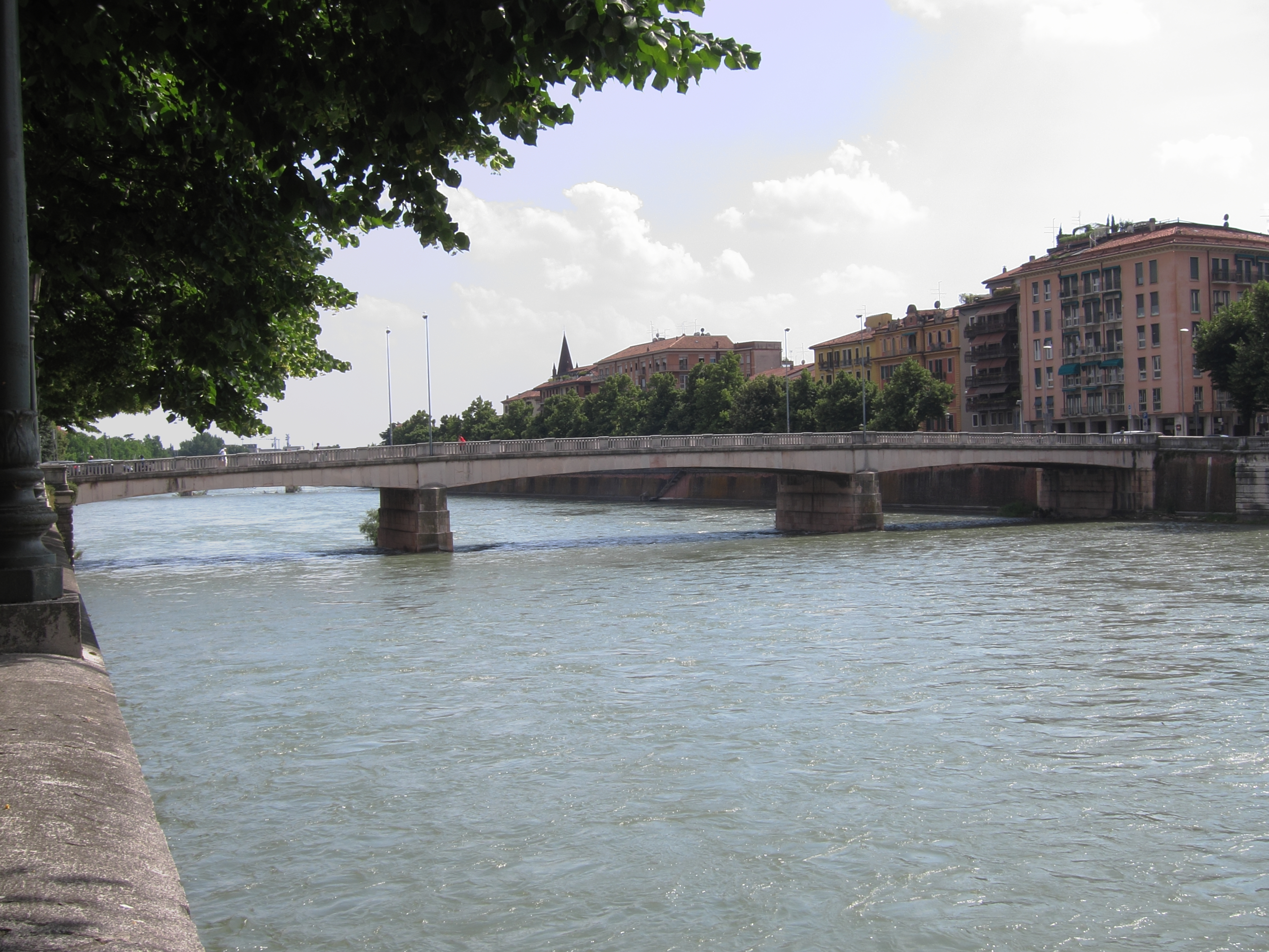
L'opera ricostruita secondo le forme precedenti semplificate